# (4287) Třísov
(4287) Třísov est un astéroïde de la ceinture principale.

## Description
(4287) Třísov est un astéroïde de la ceinture principale. Il fut découvert le 7 septembre 1989 à l'Observatoire Kleť par Antonín Mrkos. Il présente une orbite caractérisée par un demi-grand axe de 2,21 UA, une excentricité de 0,19 et une inclinaison de 5,5° par rapport à l'écliptique.

## Compléments